# Brálos
Brálos (Bralos, Mpralos) är en ort i Grekland.   Den ligger i prefekturen Fthiotis och regionen Grekiska fastlandet, i den centrala delen av landet, 140 km nordväst om huvudstaden Aten. Brálos ligger 594 meter över havet och antalet invånare är 114.
Terrängen runt Brálos är varierad. Runt Brálos är det ganska glesbefolkat, med 21 invånare per kvadratkilometer. Närmaste större samhälle är Lamia, 19,4 km norr om Brálos. Trakten runt Brálos består till största delen av jordbruksmark.